# Aneomochtherus rubipygus
Aneomochtherus rubipygus là một loài ruồi trong họ Asilidae. Aneomochtherus rubipygus được Lehr miêu tả năm 1972.